# 太鼓

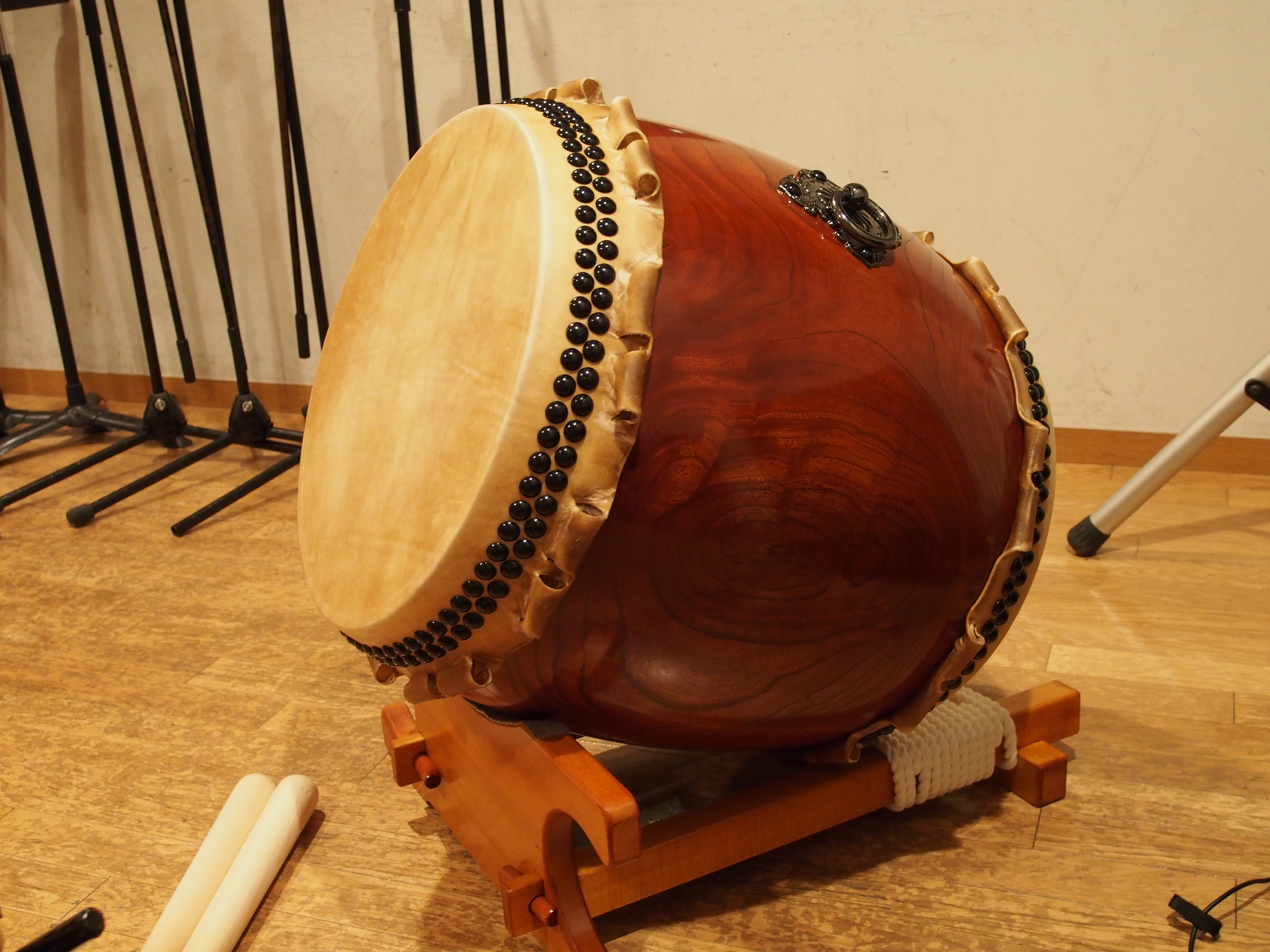
日本の和太鼓（長胴太鼓）

太鼓（たいこ、英: drum）は、薄い膜を中空の枠（胴）に張り、それを自らの手または枹（ばち）でたたいて音を出す打楽器の一種である。楽器分類学においては膜鳴楽器に含まれる。
日本語で太鼓という場合は狭義の意味の和太鼓を示す場合がある。

## 歴史

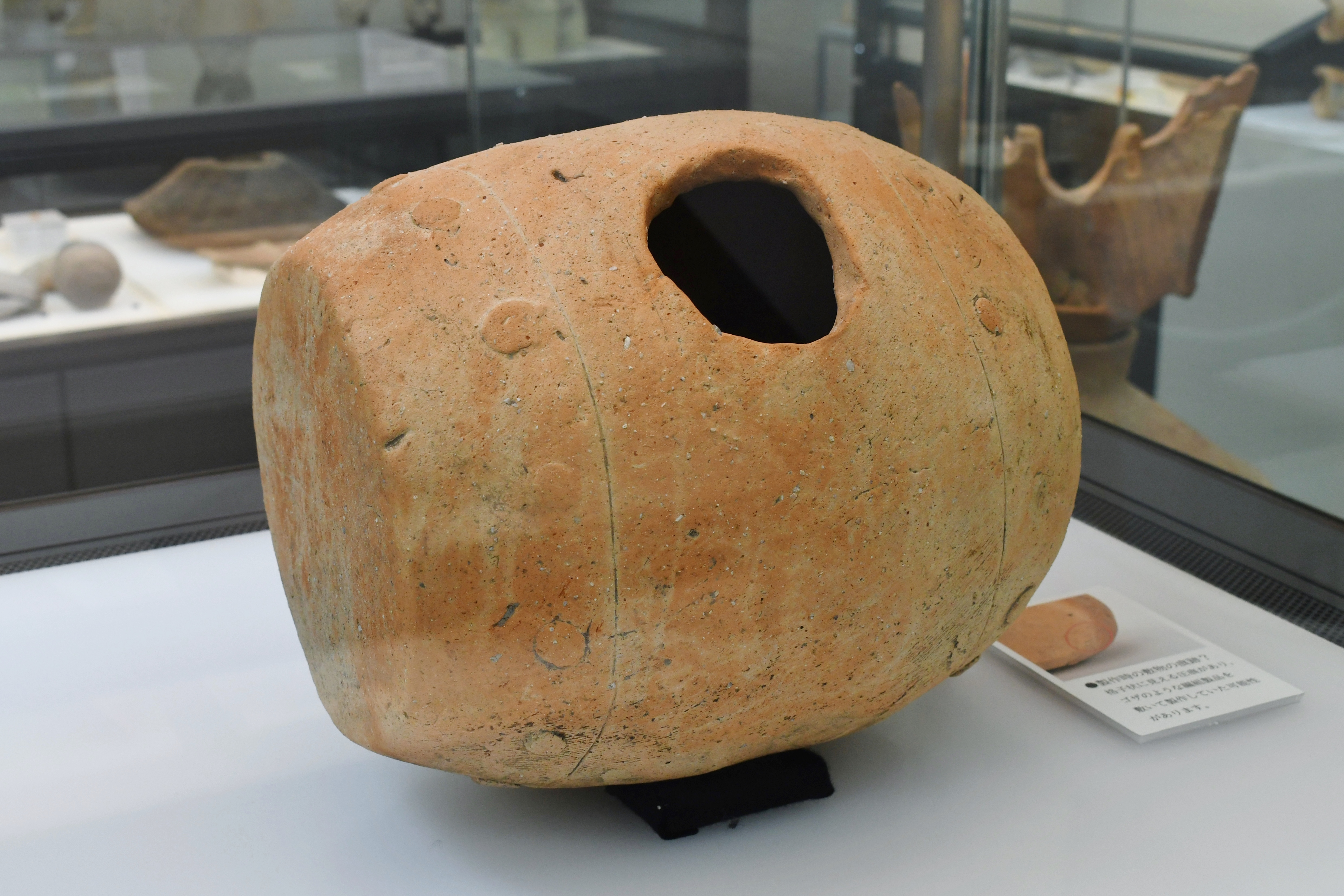
古墳時代の太鼓形埴輪
宮古平塚古墳（奈良県田原本町）出土。唐古・鍵考古学ミュージアム企画展示時に撮影。

太鼓は大昔から存在する楽器のひとつで、笛と並んで古代から基本的構造がほとんど変わらなかった楽器である。腹鼓という言葉に象徴されるように、人間の腹部を打って楽器とすることは世界中に広く見られ、やがてそれが太鼓に発展したと考えられている。
古代メソポタミア文明においてはすでに、大太鼓やティンパニ型の鍋型太鼓が存在していた。世界各地に広く分布し、地域ごとの特色ある太鼓が存在している
日本においてどれほど古くから太鼓があったかは明らかではないが、少なくとも古墳時代には太鼓があったという証拠がある。群馬県伊勢崎市の天神山古墳（古墳時代のもの）から太鼓を打つ人物の埴輪が出土しているからである。

## 構造
太鼓は世界に広く分布するが、そのほぼ全てで基本構造は、円形の開口部を持った堅い胴に薄い膜を張りこれを振動させて音を出す、というものになっている。
太鼓は胴の構造と膜の枚数によって次のように分類される。
- 筒状の胴の片側に膜を張るもの（片面太鼓）。ジャンベ、コンガ、バウロン、タンバリンなど。
  - 胴の長さが極端に小さく、円形の「枠」と呼べるようなものに1枚の膜を張るもの。うちわ太鼓など
- 筒状の胴の両側に膜を張るもの（両面太鼓）。ダヴル、長胴太鼓など。
- 鍋状の胴に膜を張るもの（鍋型太鼓）。ティンパニ、タブラなど

太鼓に張る膜は動物の皮などで作られていたが、技術の進歩により合成樹脂なども使用されるようになった。膜を胴に張るには、膜の周囲に紐を通したり、あるいは鋲で止める、ねじで締めるなどの方法がある。紐やねじで止めた場合、膜が緩んだ場合に締め直すことができるため調律が容易であり、鋲を打った場合は締め直しができないためあらかじめ限界まで強く締めてから膜を張るため、非常に堅牢に出来上がるのが特徴である。太鼓はどの部分を叩いても同じ音が出るわけではなく、中心部を叩けば低い音が、胴に近い縁を叩くとより高い音が出る。太鼓の胴は主に木または金属からなる。太鼓をたたく桴は1本のみ使用するものと2本使用するものがあり、また鼓などのように手でたたく太鼓も民族楽器を中心に多く存在している。また、桴の形状も太鼓の音に大きく影響する。なお、特殊なものとしてでんでん太鼓のように楽器そのものを振り、紐でくくりつけられた玉で膜を打って音を出すものも存在する。
例外として、木鼓は膜を持たず、中空の胴をそのまま叩いて音を出す。音の出し方が特異なものとしては、ブラジルのクイーカは、膜に垂直に棒を取り付けそれを擦ることで音を出している。
なおペルー由来のカホンは、普通の太鼓と同じ構造である。膜の材質が、皮革類から「きわめて薄い板」に変わっただけのことである。その「膜」（きわめて薄い板）を叩いて音を出すので、構造が普通の太鼓と全く変わらない。「胴」に当たる部分の材木の厚みと、「膜」部分の材木の厚みは全く異なっており、明らかに1つの面だけを最初から「膜」にする意図で設計されている。人間は「胴」に当たる部分の上に座り、「膜」の部分を叩く。

## 用途

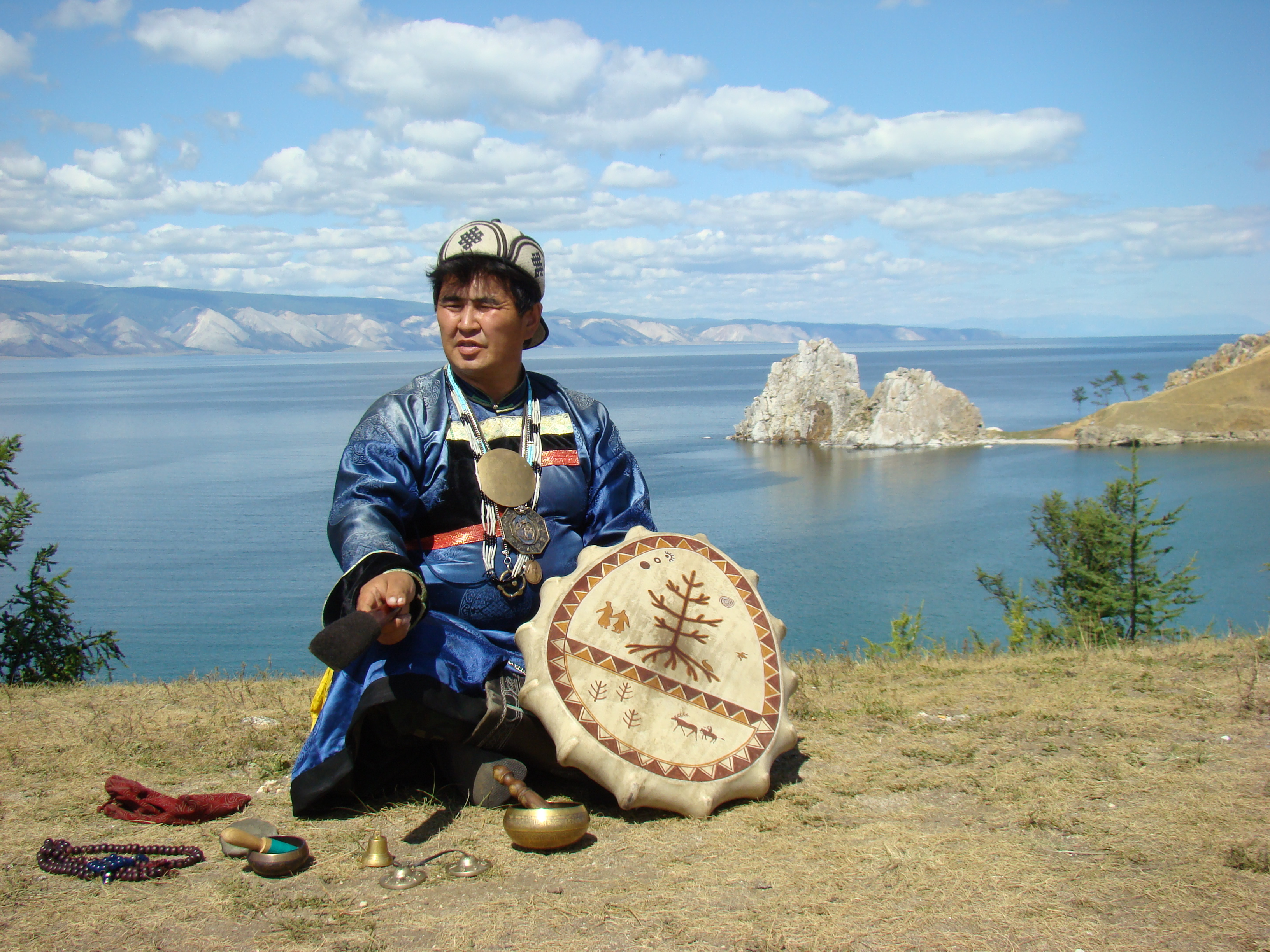
ロシア・ブリヤート共和国において太鼓を持つシャーマン

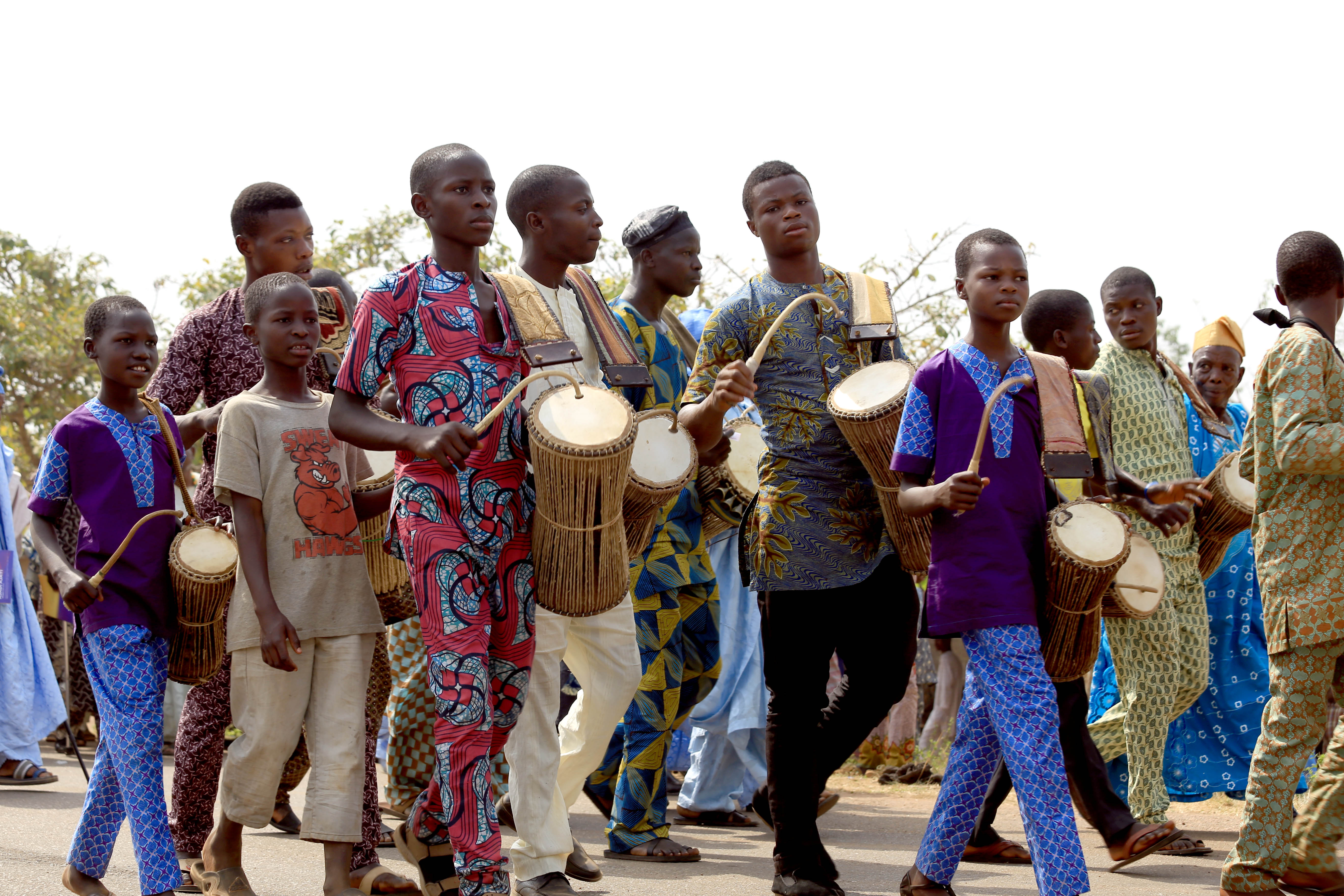
ナイジェリア・オスン州においてパレードに参加するドラマー

太鼓はそれ自体のみで音楽を演奏するほか、オーケストラやブラスバンドなどの器楽合奏にも広く用いられ、またロックやポップス、ジャズの演奏に複数のドラムとシンバルなどを組み合わせたドラムセットは欠かせないものである。オーケストラにおいては17世紀にティンパニが導入され構成楽器として確定したほか、必要に応じて大太鼓などほかの楽器が構成に組み入れられる。歌舞伎においては下座音楽と呼ばれる効果音や囃子において中心的に使用される。祭囃子や盆踊りなどの祭礼や芸能にも太鼓は多用される。宗教や芸能への太鼓の使用は日本のみならず、アジア諸国では広く見られる。
太鼓はその大きな音から、しばしば祭器として神事に使用されることがあった。特にシャーマニズムにおいて太鼓は重要な役割を果たすことが多く、この場合シャーマンが太鼓をたたきながらトランス状態に入り神霊を呼び出す。日本においては鉦や太鼓の音は異界にも届くものと考えられており、神隠しにあった子供を探す時などは、大きな音をさせて子供が気付きやすくすることと異界へ音を届けることの両面から、鉦や太鼓をにぎやかに叩いて捜索を行っていた。
太鼓は音が大きくよく通ることから、軍の指揮のために使用されることも多く、軍楽への使用も古代エジプトにまでさかのぼる。オスマン帝国は太鼓とズルナを中心とする軍楽隊を持ち、彼らの奏でるメフテルはヨーロッパ諸国の音楽にも大きな影響を与えた。またヨーロッパ諸国は太鼓と笛による鼓笛隊を組織して行進のために用いた。日本においても陣太鼓として近代以前の軍において広く使用された。
同様の理由で日本では時刻を告げるためにも使用された。戦国時代の小田原城では太鼓で城中に時刻を知らせていたことが知られている。江戸時代においても、江戸城や各藩の城中においては時刻を伝えるための、いわゆる時の太鼓が使用されており、太鼓を置くための太鼓櫓は多くの城に設置されていた。民間においても太鼓は使用されていたが、音の伝わる範囲が狭いために寺院に設置されていた梵鐘に早々にとってかわられたところが多かった。
楽器として使用されるほか、西アフリカにおいては太鼓によって遠距離通信を行う、いわゆるトーキングドラムという使用法が広く行われていた。これは音声言語の音調をなぞって太鼓を打ちメッセージを伝えるもので、ブルキナファソのモシ人のように長大な歴史口承をトーキングドラムで行う民族も存在する。ただし、こうしたトーキングドラムはいくつもの定型句からなっており、この定型句を知らないものは現地に長く居住していても太鼓の音の意味を理解することはできない。つまり、太鼓によって送っているものは厳密には言語というより符号であって、復号手法を身につけていないものは理解不能である。また、定型句以外のメッセージを自由に発信すると受け手はそれを言語化することができない。このため、トーキングドラムはあくまでも符号を送る手段に過ぎず、言葉を自由に「話す」ことはできないことに注意が必要である。
東アフリカのガンダ人によるブガンダ王国や、スクマ人などいくつかの民族では、王権を象徴するレガリア（神器）としての太鼓が存在する。

## 各地域の主な太鼓
アフリカ
- ジャンベ
- en:Dunun（トーキング・ドラム、通信に使う。）
- en:Batá drum
- en:Bougarabou

ヨーロッパ
- ティンパニ
- タンバリン

中東あたりから東アジアまで
- トルコ
  - ダヴル

- インド
  - タブラ
  - en:Chenda
  - en:Dholak
  - ムリダンガム

- 中国
  - 銅鼓
  - en:Tanggu (drum)

- 韓国

韓国の太鼓についてはen:Korean drumという記事が立ちあげられており、そこに20種類ほどの太鼓が挙げてある。
チャング、en:Nogo (drum)、en:Nodo (drum)など。
- 日本

長胴太鼓、鼓（つづみ）など。
南米の太鼓
- ボンゴ
- コンガ
- ティンバレス（19世紀にキューバに持ち込まれた）

現代のアメリカのドラムセットのものなど
- スネアドラム
- バスドラム
- トムトム

## ギャラリー
- アメリカのインディアンの太鼓。（博物館展示）
- アイルランドの伝統音楽で使われる片面太鼓・バウロン。左手で音高を加減できる
- アフリカの ジャンベ
- インドのタブラ
- オスマン軍楽隊（メフテルハーネ）が叩くダヴル
- 中国の寺院の太鼓
- 中国の獅子舞の太鼓
- 韓国の伝統的な太鼓
- ギリシア陶器に赤絵式で描かれた、女性が太鼓を持つ絵。（紀元前360年から紀元前330年ころのもの。Burgas Archeology Meseum所蔵）
- 1863年に米国ニューヨークで退役軍人のためのパレードで使われたドラム
- ティンパニ
- コンガ
- ドラムセット。ドラムセットは近年、振動膜にプラスチック素材が用いられる。なおバスドラムという一番大きな太鼓はペダルで、つまり足で演奏する。
- ブラジル風タンバリン（パンデイロ）